# Cao Sơn, Lương Sơn
Cao Sơn là một xã thuộc huyện Lương Sơn, tỉnh Hòa Bình, Việt Nam.

## Địa lý
Xã Cao Sơn nằm ở phía đông bắc huyện Lương Sơn, có vị trí địa lý:
- Phía đông giáp thành phố Hà Nội và các xã Cư Yên, Liên Sơn
- Phía tây giáp thành phố Hòa Bình
- Phía nam giáp huyện Kim Bôi
- Phía bắc giáp xã Lâm Sơn và xã Tân Vinh.

Xã Cao Sơn có diện tích 75,67 km², dân số năm 2018 là 10.082 người, mật độ dân số đạt 133 người/km².

## Lịch sử
Ngày 10 tháng 11 năm 1956, Ủy ban kháng chiến hành chính Liên khu 3 ban hành quyết định chia xã Cao Sơn thành 5 xã: Cao Sơn, Đào Lâm, Hợp Hòa, Tân Vinh, Trường Sơn.
Ngày 15 tháng 11 năm 1968, Bộ Nội vụ ban hành Quyết định số 631-NV. Theo đó, sáp nhập hai xã Đào Lâm và Cao Sơn thành xã Cao Răm.
Đến năm 2018, xã Cao Răm có diện tích 33,70 km², dân số là 4.872 người, mật độ dân số đạt 145 người/km²; xã Hợp Hòa có diện tích 9,54 km², dân số là 2.799 người, mật độ dân số đạt 293 người/km²; xã Trường Sơn có diện tích 32,43 km², dân số là 2.411 người, mật độ dân số đạt 74 người/km².
Ngày 17 tháng 12 năm 2019, Ủy ban Thường vụ Quốc hội ban hành Nghị quyết số 830/NQ-UBTVQH14 về việc sắp xếp các đơn vị hành chính cấp huyện, cấp xã thuộc tỉnh Hòa Bình (nghị quyết có hiệu lực từ ngày 1 tháng 1 năm 2020). Theo đó, sáp nhập toàn bộ diện tích và dân số của ba xã Cao Răm, Hợp Hòa và Trường Sơn để tái lập xã Cao Sơn.

## Di tích
Gần xóm Hụi thuộc địa bàn xã Cao Sơn có dãy núi Sáng, là núi đá vôi có cụm 4 hang động và là 4 di tích, gồm hai di tích danh lam và hai di tích khảo cổ cấp quốc gia . Đó là Hang Chổ, hang Núi Sáng, động Mãn Nguyện và hang Khụ Thượng.
Một trong các hang đó là nơi có di chỉ đười ươi trưởng thành